# Agnac
Agnac – miejscowość i gmina we Francji, w regionie Nowa Akwitania, w departamencie Lot i Garonna.
Według danych na rok 1990 gminę zamieszkiwało 381 osób, a gęstość zaludnienia wynosiła 28 osób/km² (wśród 2290 gmin Akwitanii Agnac plasuje się na 808. miejscu pod względem liczby ludności, natomiast pod względem powierzchni na miejscu 842.).